# Дунаев, Сергей Владимирович (1973)
Сергей Владимирович Дунаев (укр. Сергій Володимирович Дунаєв; род. 19 августа 1973, Лисичанск) — украинский государственный и политический деятель, народный депутат Верховной рады Украины VII, VIII и IX созывов. В 2009 — 2012 годах был городским головой Лисичанска. На выборах в Верховную Раду Украины 2012 года баллотировался от Партии регионов, а на выборах 2014 года как самовыдвиженец по 107 избирательному округу. На выборах в парламент 2019 года прошёл в Раду по спискам Оппозиционной платформы — За жизнь. В Верховной раде VII созыва занимал должность заместителя председателя комитета по вопросам правовой политики. В Верховной раде VIII созыва был членом комитета по вопросам предотвращения и противодействия коррупции. В Верховной Раде IX созыва работает членом комитета по вопросам бюджета.

## Карьера
- 1991—1993 — монтажник БМП №392
- 1994—1995 — инспектор службы экономической безопасности ЗАО «ПИТТ».
- 1995—1998 — частный предприниматель.
- 1998—1999 — заместитель директора по коммерческим вопросам малого частного производственно-коммерческого предприятия «ОСА».
- 1999—2000 — директор малого частного производственно-коммерческого предприятия «ОСА».
- 2000—2006 — руководитель малого частного предприятия «ЛЕГИОН».
- 2002—2007 — генеральный директор общества с дополнительной ответственностью «ОЛВИ».
- 2006—2009 — директор ООО «Энергетическая инвестиционная компания».
- 2009 — президент благотворительного фонда «Регион XXI века».

В 1991 начал работать монтажником, в 1995 году открыл собственное дело.
В 90-е был руководил организованным «Краснянским» группировкой, которая занималась рэкетом на Донбассе. 2000 году по сравнению Дунаева было возбуждено уголовное дело о вымогательстве.
Впоследствии в Дунаева начались отношения с дочерью Юрия Бойко.
В 2009 году в Лисичанске, при поддержке Дунаева было открыто передвижной крематорий для животных, преимущественно для собак. Для убийства животных использовался шприцемет. Мобильная групп (водитель, оператор и стрелок) отстреливали собак, а затем кремировали в утилизаторе. После того, как информация об этом появилась в СМИ, крематорий закрыли.